# رخصة الثقة لسياقة سيارات الأجرة

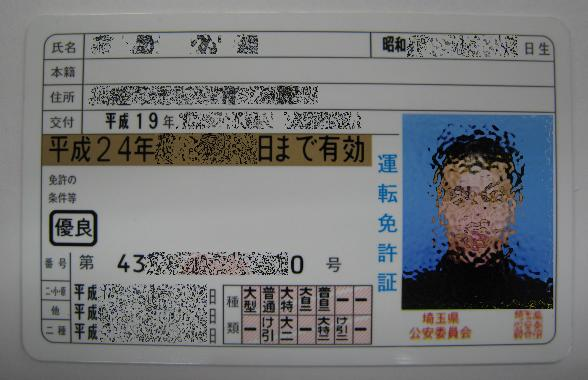
مثال لرخصة الثقة في اليابان.

رخصة الثقة لسياقة سيارات الأجرة (بالإنجليزية: License confidence for driving cabs) هي رخصة قانونية تمنحها السلطات المحلية للراغبين في رخصة خاصة بسياقة سيارات الأجرة. رخصة الثقة هي رخصة لسائق محدد (غير قابلة للسلف أو التخلي عنها للآخر) قصد تمكينه من كل التعليم المخصص لهذه المهنة ولمنح الزبون الثقة والأمان في من يقود رحلته.
تُعد امتحانات رخصة الثقة لسياقة سيارات الأجرة بمدينة لندن من أقسى الانتظارات والامتحانات في العالم.
إظهار رخصة الثقة للزبون هي إلزامية في كل الدول (تحتوي على الأقل: صورة شمسية، الاسم الكامل لصاحب الثقة، اسم المصلحة، رقم الرخصة وتاريخ الإصدار) Taxicabs drivers licence and indentification.

## المؤهلات
تختلف مؤهلات الحصول على رخصة الثقة لسياقة سيارات الأجرة من إقليم لآخر ومن بلد لآخر. من أبرز المتطلبات عالميا (لا للحصر) هي:
| المتطلب | شهادة                        | إجتياز إمتحان خاص | ملاحظة                                                                                             |
| --- | ---------------------------- | ----------------- | -------------------------------------------------------------------------------------------------- |
| شهادة حسن السيرة و السلوك (سجل عدلي)                                                                                  | شهادة من مصلحة الأمن المحلية | -                 | شهادة حسن السيرة بعدم سوابق إجرامية كالسرقة، الإغتصاب أو التعدي على الأخر.                         |
| امتحان "المعرفة" | -                            | إجتياز الإمتحان   | إجتياز إمتحان (أقسى إمتحان يوجد بلندن) بدراسة خريطة الطرق والأزقة ومختلف المؤسسات الإدارية المحلية |
| دراسة مونغرافية المعالم التاريخية والسياحية                                                                           | شهادة زيارة الدروس           | -                 | دروس للتعرف على مونغرافية المعالم التاريخية والسياحية المحلية                                      |
| دروس نظرية وتطبيقية تؤهلهم لامتلاك معرفة جيدة بتقنيات السياقة الخاصة بسيارات الأجرة والمبادئ العامة لميكانيك السيارات | شهادة زيارة الدروس           | -                 | دروس عن ميكانيك السيارة واستعمال عدّاد الأجرة.                                                      |
| الإطلاع والتطبيق السليم لمقتضيات قانون السير                                                                          | -                            | إمتحان كتابي      | ضرورة إحترام قوانين السير المحلية لأن سائقي سيارات الأجرة هم القدوة للعديد من المواطنين والزوار.   |
| تقنيات التعامل والتواصل مع الزبناء لضمان التسويق الجيد والسليم لخدمات سيارات الأجرة                                   | شهادة زيارة الدروس           | -                 | تعلم حسن السلوك والتعامل مع الزبائن، كما تعلم التعامل مع مواقف خطرة تحت تهديد السلاح وغيرها.       |